# Білий Потік (пам'ятка природи)
Бі́лий Поті́к — комплексна пам'ятка природи місцевого значення в Україні. Розташована в межах Путильського району Чернівецької області, в південній частині району. 
Площа 5 га. Статус надано згідно з рішенням 18-ї сесії обласної ради XXI скликання від 21.12.1993 року. Перебуває у віданні ДП «Путильський лісгосп» (Перкалабське л-во, кв. 18, вид. 4-6). 
Статус надано для збереження місць виходу на поверхню карстових джерел з формуванням вапнякових травертинів. Зростають види рослин, занесені до Червоної книги України, зокрема: сверція багаторічна, товстянка альпійська, билинець. 